# Osteria Nuova (Bagno a Ripoli)
Osteria Nuova è una frazione del comune di Bagno a Ripoli, nella città metropolitana di Firenze, che conta 511 abitanti.
La frazione è attraversata dalla SP1 Aretina per S. Donato. Il centro del paese è piazza Piazza Fratelli Rosselli.